# マミジロタヒバリ
マミジロタヒバリ（眉白田雲雀、学名：Anthus novaeseelandiae）は、スズメ目セキレイ科の鳥類の一種である。

## 分布
アフリカ南東部からインド、西シベリア、中国、東南アジア、オーストラリア、ニュージーランドに生息、繁殖する。北方の個体は冬季南方へ渡る。
日本には旅鳥として西日本を中心に記録される。日本海側の島嶼部や南西諸島では毎年記録され、群れが記録されたこともある。九州南部や南西諸島では越冬するものもいる。

## 形態
全長約18cm。雌雄同色である。頭からの上面は濃褐色で、淡黒褐色の斑が各羽にある。眉斑は淡褐色で明瞭である。喉から下尾筒までの体下面は白っぽい。
後趾の爪が直線的で長い。

## 生態
牧草地や草地、農耕地、川原に生息する。
主食は昆虫で、尾羽を上下に振りながら地上を歩き回る。
鳴き声は、「ジュン　ジュン」、「ビュン　ビュン」、「チュン　チュン」など。